# Erwin Lutz (Radsportler)
Erwin Lutz (* 20. Januar 1938 in Zürich; † 9. Februar 2025 in Llíria) war ein Schweizer Radsportler und Schweizer Meister im Radsport.

## Sportliche Laufbahn
Erwin Lutz begann 1954 mit dem Radsport. Als Junior konnte er einige renommierte Rennen wie die Vier-Kantone-Rundfahrt gewinnen. 1957 qualifizierte er sich für die damalige A-Klasse der Schweizer Amateure. Ein Jahr später unterbrach er seine Karriere wegen seines Militärdienstes. Im Frühjahr 1959 gewann er die Meisterschaft von Zürich, im Sommer wurde er Schweizer Meister im Mannschaftszeitfahren mit seinem Verein RV Zürich. Für die UCI-Strassenweltmeisterschaften wurde er in das Schweizer Nationalteam berufen, er schied im Rennen jedoch vorzeitig aus. Nachdem er 1960 das Saisoneröffnungsrennen in Lugano gewonnen hatte, löste er eine Lizenz als Unabhängiger, um auch bei den Rennen der Berufsfahrer starten zu können. Er bestritt seine erste Tour de Suisse im Schweizer Radsportteam Tigra und gewann auf Anhieb eine Etappe (7. der Gesamtwertung). 1961 gewann er bei der Tunesien-Rundfahrt eine Etappe, schied im Verlauf der Rundfahrt aber krankheitsbedingt aus. Einen Etappenerfolg konnte er auch bei der heimischen Tour de Romandie für sich verbuchen. Ein Jahr später war er für die italienische Mannschaft San Pellegrino (unter der Teamleitung von Gino Bartali) am Start des Giro d’Italia, später bestritt er auch die Tour de l’Avenir, konnte beide Rennen aber nicht beenden. Zum Saisonende gab er den Radsport auf.

## Berufliches
Erwin Lutz absolvierte eine Ausbildung zum Maurer.